# سامانثا هاريسون
سامانثا هاريسون (بالإنجليزية: Samantha Harrison)‏ هي لاعب هوكي الحقل نيوزيلندية، ولدت في 29 أغسطس 1991 في وانغاري في نيوزيلندا.

## وصلات خارجية
- سامانثا هاريسون على موقع الاتحاد الدولي للهوكي (الإنجليزية)
- سامانثا هاريسون على موقع أوليمبيديا (الإنجليزية)
- سامانثا هاريسون على موقع اللجنة الأولمبية النيوزيلندية (الإنجليزية)
- سامانثا هاريسون على موقع اتحاد ألعاب الكومنولث (مؤرشف) (الإنجليزية)